# 11-бета-гидроксистероиддегидрогеназа 1-го типа
11β-гидроксистероиддегидрогеназа 1-го типа, также кортизонредуктаза — фермент человека, кодируемый геном HSD11B1 на 1-й хромосоме. Представляет собой одну из двух изоформ фермента 11β-гидроксистероиддегидрогеназы. Впервые обнаружен и описан в 1988—1989 годах.

## Функции
Фермент катализирует как 11β-дегидрирование, так и обратную окислительно-восстановительную реакцию, в отличие от второй изоформы, способной лишь к дегидрированию. Таким образом, фермент способен как превращать более активный кортизол в кортизон, так и наоборот.

## Клиническое значение
При длительном избыточном воздействии глюкокортикоидов на мозг — при старении, при болезни Кушинга, при болезни Альцгеймера, при депрессиях — отмечается снижение когнитивной функции и памяти. В одном из исследований говорится о том, что в гиппокампе, коре мозга и мозжечке человека заметна экспрессия 11β-гидроксистероиддегидрогеназы 1-го типа, а не 2-го. В связи с этим предполагается возможная роль ингибиторов фермента в качестве средства, снижающего концентрацию кортизола в нервных тканях и тем самым противостоящего данному негативному эффекту.
Также выявлено, что редкий гаплотип гена HSD11B1 ассоциирован с шестикратно повышенным риском развития спорадической болезни Альцгеймера, причём данная вариация гена снижает транскрипцию гена на 20 % по сравнению с распространённым в популяции типом гена.